# ديفيد دونكان (كاتب)
ديفيد دونكان (بالإنجليزية: David Duncan)‏ هو كاتب وكاتب سيناريو أمريكي، ولد في 17 فبراير 1913 في بيلينغز في الولايات المتحدة، وتوفي في 26 ديسمبر 1999 في إيفرت في الولايات المتحدة.

## وصلات خارجية
- ديفيد دونكان على موقع IMDb (الإنجليزية)
- ديفيد دونكان على موقع قاعدة بيانات الفيلم (الإنجليزية)